# Test van Rosenbach
De test van Rosenbach is een medische test om gal in urine op te sporen. Deze test is genoemd naar de Duitse arts Ottomar Rosenbach. Om te testen of er gal in de urine zit, wordt de urine enkele keren door eenzelfde filtreerpapier gefilterd. Na het drogen, wordt een druppel salpeterzuur toegevoegd. Wanneer de test positief is, worden de galpigmenten zichtbaar (een gele vlek met rode, paarse, blauwe en groene kringen eromheen).